# Valtatie 7
La Valtatie 7 (in svedese Riksväg 7) è una strada statale finlandese. Ha inizio a Helsinki e si dirige a est, verso il confine russo, dove si conclude dopo 189 km nei pressi di Vaalimaa. La strada fa parte della rete europea, in quanto è una parte della E18.

## Percorso
La Valtatie 7 tocca i comuni di Vantaa, Sipoo, Porvoo, Loviisa, Pyhtää, Kotka e Hamina.

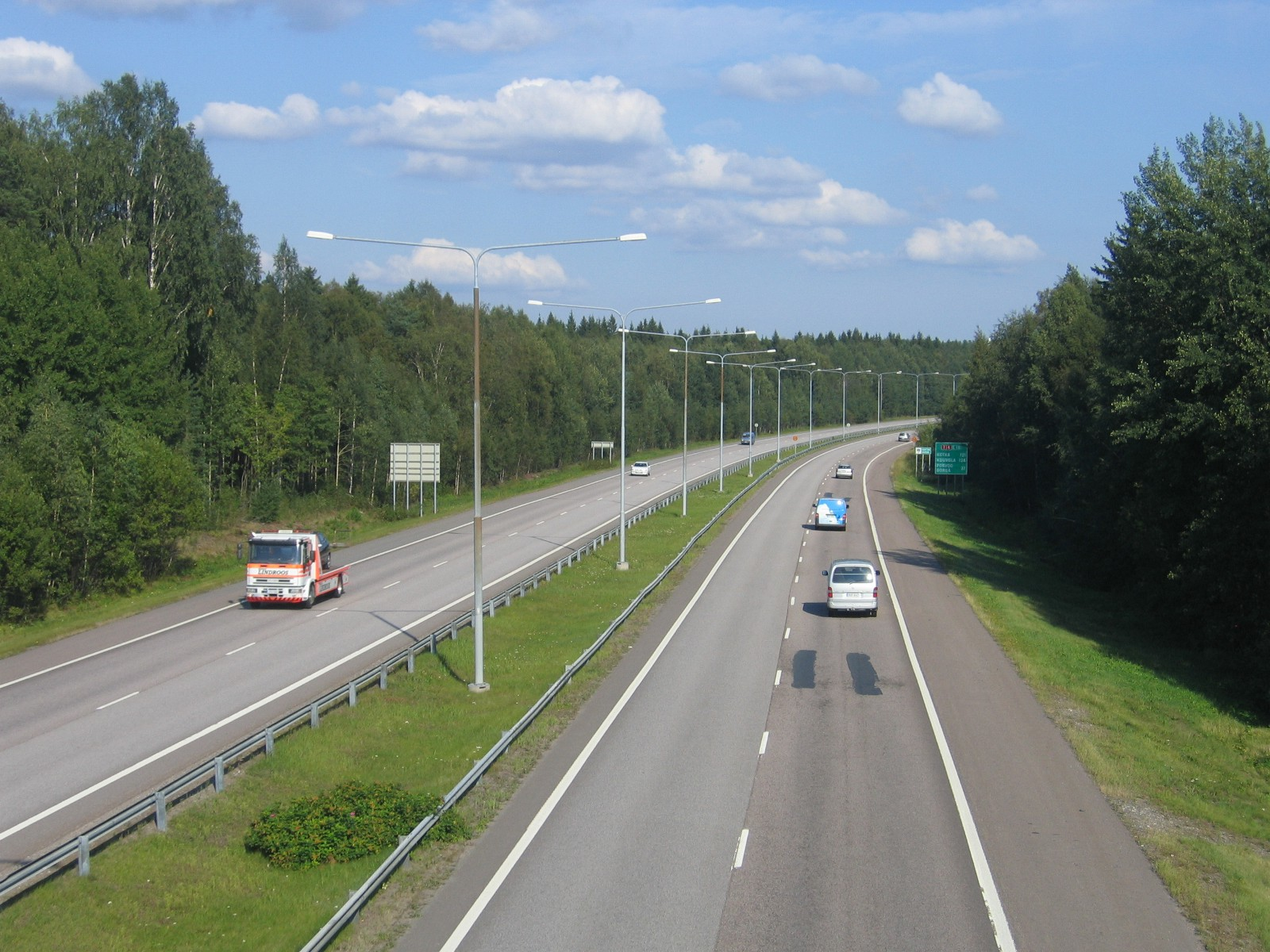
La Valtatie 7 a Jakomäki, Helsinki
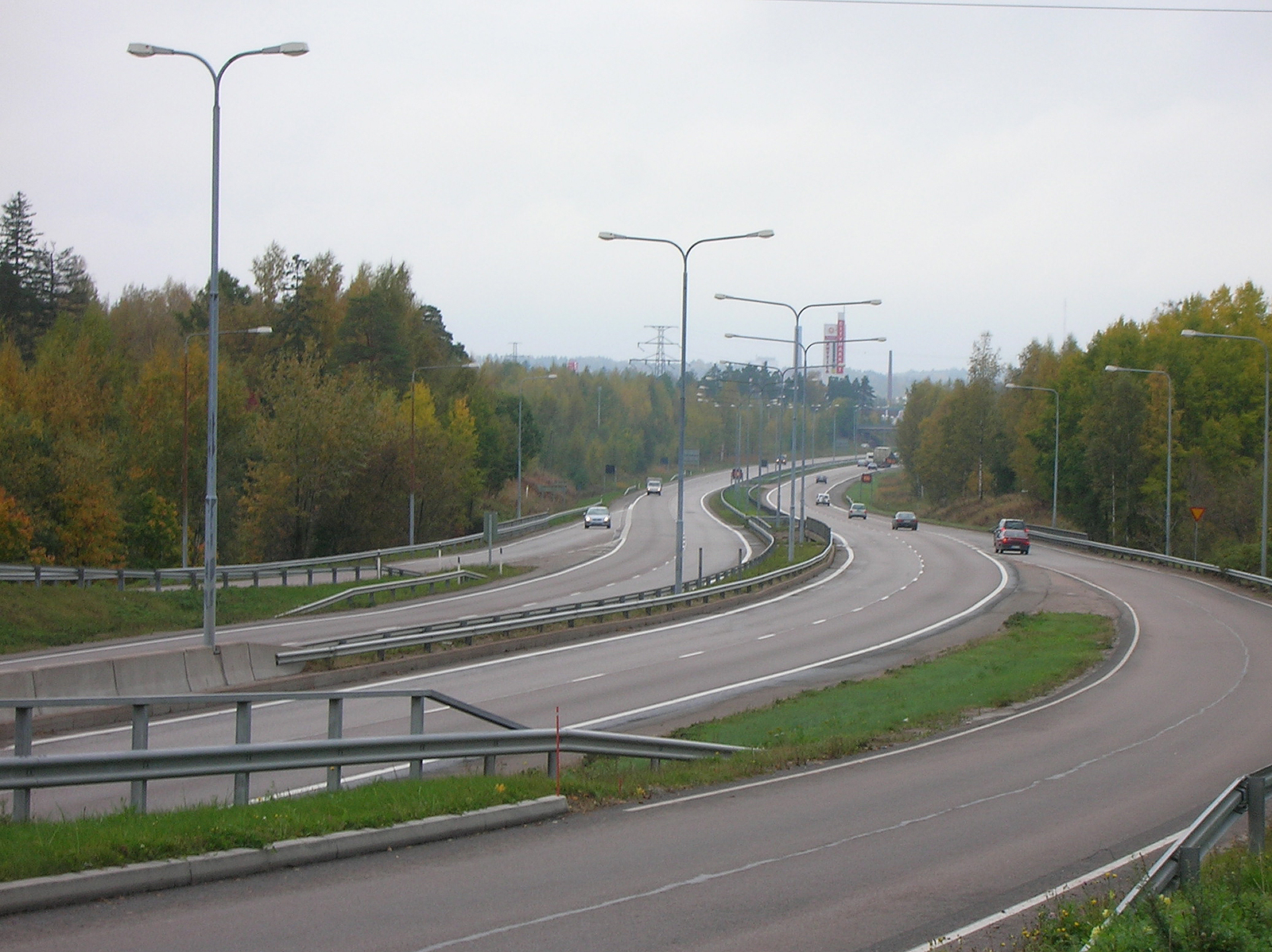
La Valtatie 7, nei pressi di Karhula, Kotka